# Little Italy (Melbourne)
Little Italy a Melbourne è un quartiere di Melbourne, situato nello stato di Victoria, Australia, a cui ci si riferisce anche come "Italian Precinct", o semplicemente "Lygon Street", è la Little Italy della città australiana di Melbourne, situata sulla via di Lygon Street nel sobborgo di Carlton. Secondo il censimento del 2006, Victoria ospita il numero più elevato di italo-australiani, intorno ai 200.000, dei quali, la maggior parte vive nei sobborghi situati nella parte settentrionale delle città di, Carlton, Coburg, Brunswick, Preston e reservoir. In Lygon Street vi è la più grande concentrazione di ristoranti italiani, ed anche il luogo di nascita della "cultura del caffè". Melbourne, inoltre, è anche gemellata con la città di Milano.

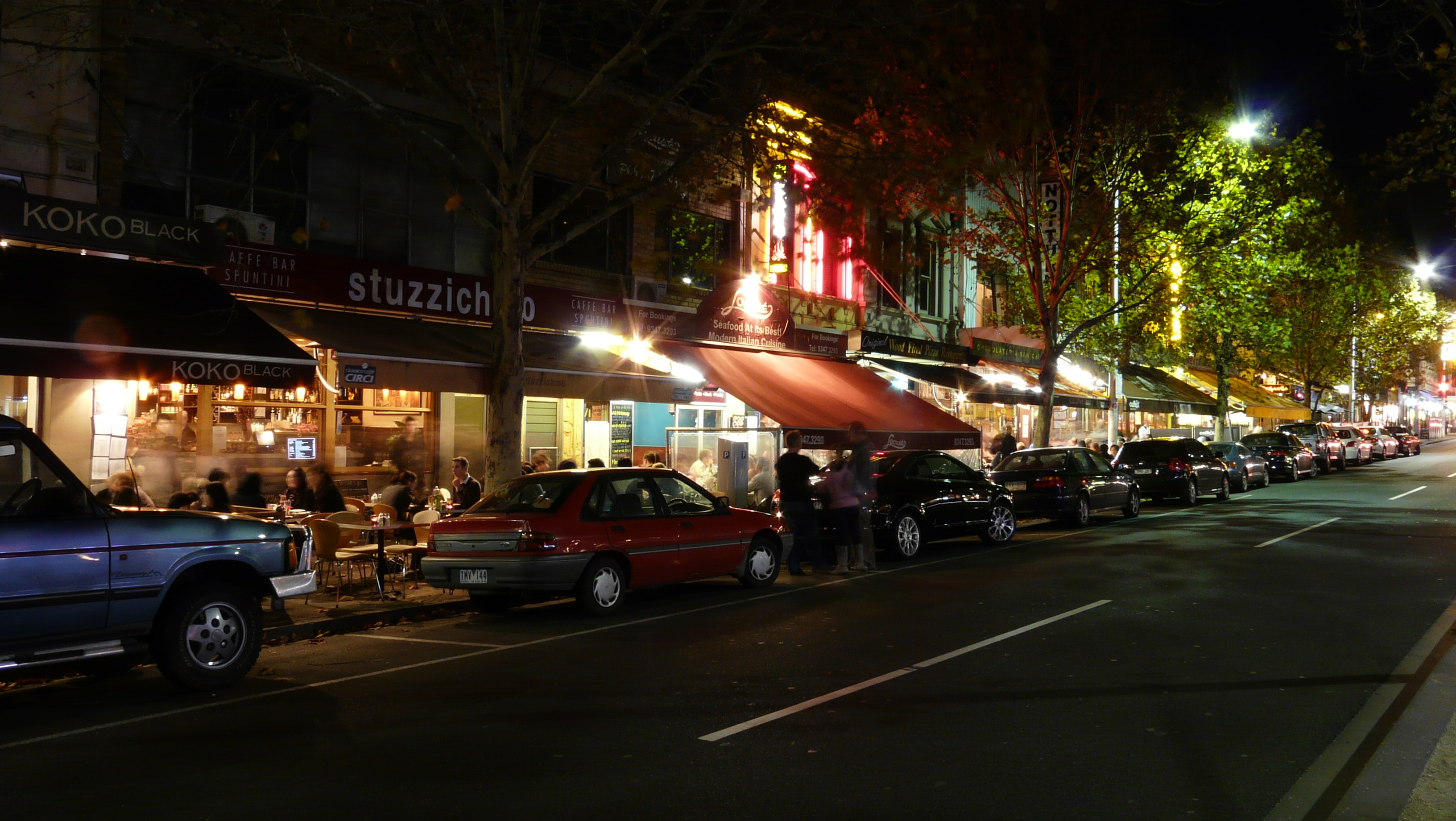
Ristoranti italiani a Lygon Street

A novembre si tiene la Lygon Street Festa. Durante l'annuale gran premio australiano di Formula uno il quarteire si colora di bandiere gialle e rosse simbolo della Ferrari. Sia nel 1982 che nel 2006 fu la zona in cui si celebrarono le vittorie dei mondiali di calcio della nazionale italiana.